# Azzam (yacht)
Pour les articles homonymes, voir Azzam.
L’Azzam est un yacht de luxe battant pavillon des Émirats arabes unis. Il est le plus long yacht à usage privé du monde, en passe d'être égalé par le New Kingdom 5KR et détrôné  par le REV Ocean en cours de construction.

## Histoire
L’Azzam est un immense yacht de luxe construit en 2013 par les chantiers Lürssen de Vegesack en Allemagne. Il appartient au cheikh Mohammed ben Zayed Al Nahyane, frère et successeur de Khalifa ben Zayed Al Nahyane (décédé en 2022), qui est l'émir d'Abou Dabi et le président des Émirats arabes unis. Il est le plus grand yacht privé du monde,.
Sa construction a duré 3 ans. Il a été dessiné par Mubarak al Ahbabi et décoré par Christophe Leoni. Le yacht peut emporter jusqu'à 1 000 000 litres de carburant.

## Caractéristiques
Parmi de nombreuses autres fonctionnalités, le yacht dispose d'un salon principal d'une longueur de 29 m avec une superficie de près de 250 m2.
La vitesse du yacht (31,5 nœuds) est assurée par une combinaison de deux turbines à gaz et de deux moteurs diesel d'une puissance totale de 70 MW (94 000 chevaux). Le yacht est propulsé par quatre hydrojets, dont deux sont fixes, et deux sont pourvus d'une poussée vectorielle mobile.
En 2013, Azzam est le plus long yacht au monde avec une longueur de 180 mètres et une largeur de 20,8 mètres.

## Propriété et utilisation
L’Azzam a été commandé par Khalifa Al Nahyan, le président des Émirats arabes unis. Le yacht est actuellement inscrit à la location mais le prix de la location n'est pas communiqué. Selon Motor Boat & Magazine Yacht, le yacht n'est pas disponible pour la location et l'inscription de la Charte, similaire au yacht Éclipse de Roman Abramovitch, est destiné à éviter la fiscalité européenne (les yachts de location sont exonérés de l'impôt foncier).

## Sources
- (fr) Azzam, le plus grand yacht de luxe jamais conçu
- (en) L’Azzam sur superyachts.com